# Taraka mendesia
Taraka mendesia är en fjärilsart som beskrevs av Hans Fruhstorfer 1918. Taraka mendesia ingår i släktet Taraka och familjen juvelvingar. Inga underarter finns listade i Catalogue of Life.